# Sanny Hagelstam-Federley
Sanny Charlotta Hagelstam-Federley, född 23 maj 1869 i Helsinge kommun, död 27 november 1932, var en finlandssvensk målare och författare.
Hagelstam-Federleys föräldrar var gårdsägaren Jarl August Hagelstam och Emilia Karolina Söderhjelm. Hon var gift med konstnären Alex Federley.
Hagelstam-Federley gick i Finska konstföreningens ritskola 1885–1889. Hon deltog i utställningar ordnade av Konstnärsgillet i Finland åren 1898, 1900, 1901, 1906 och 1907.